# .ma
.ma является национальным доменом верхнего уровня для Марокко. Для регистрации доменного имени .ma или .co.ma необходим местный регистратор с местной марокканской компанией в качестве административного контакта. Дополнительные ограничения накладываются на регистрацию других доменов второго уровня (например, .net.ma или .gov.ma).

## История
В 1993 году IANA утвердила запрос на делегирование национальный домен верхнего уровня .ma для установления административных и технических контактов со École Mohammadia d’ingénieurs .
В 1995 году техническое управление доменом .ma перешло к Maroc Telecom, которая до сих пор (неформально) занимается технической поддержкой.
12 мая 2006 года IANA изменила назначение контактного лица по административным и техническим вопросам для домена и сделала Agence nationale de réglementation des télécommunications (ANRT) единственным официальным регистратором для национального домена верхнего уровня .ma.
В течение нескольких лет ANRT запросит у рынка заявку на лицензию «Технического обслуживающего персонала», которая действительна в течение пяти лет. У новой стороны будет 12 месяцев на внедрение системы обеспечения, основанной на Extensible Provisioning Protocol. Автоматическая подготовка доменов .ma не ожидается до 2013 года.

## Практическая информация
- Всего хостов домена .ma: 277 338 (2012)
- Общее количество пользователей Интернета в Марокко: 19 021 000 (2016)
- Общее количество подключений ADSL в Марокко: 550 000 (2007)[2]

## Домены второго уровня
Регистрация может быть произведена непосредственно на втором уровне или на третьем уровне под этими именами:
- المغرب.:Арабский ДВУ с написанием справа налево для Марокко, для общего пользования
- .ma: Общее использование
- net.ma: Интернет-провайдеры
- ac.ma: Образовательные учреждения
- org.ma: Организации
- gov.ma: Государственные учреждения
- press.ma: Пресса и публикации
- co.ma: Коммерческие организации